# 1698년
1698년은 수요일로 시작하는 평년이다.

## 연호
- 청(淸) 강희(康熙) 37년
- 일본(日本) 겐로쿠(元禄) 11년
- 후 레 왕조(後黎朝) 찐호아(正和) 19년

## 기년
- 류큐(琉球) 쇼테이왕(尚貞王) 30년
- 청(淸) 성조 강희제(聖祖 康熙帝) 37년
- 조선(朝鮮) 숙종(肅宗) 24년
- 후 레 왕조(後黎朝) 희종(熙宗) 23년

## 사건
- 런던 화이트홀 궁전의 대부분이 화제로 소실
- 7월 ~ 8월 : 1698년 잉글랜드 총선